# Коналл мак Тадг
Коналл мак Тадг (гэльск. Conall mac Taidg; погиб около 807) — король пиктов (787—789) и король Дал Риады (805 — около 807).

## Биография
Коналл был сыном некоего Тадга; возможно, по матери он был связан с предыдущими королями пиктов, иначе он не смог бы стать королём пиктов в 787 году, наследуя Дресту VIII. В 789 году, согласно «Анналам Ульстера», он был побеждён в битве и таким образом свергнут Константином, который также имел права на трон пиктов.
Вероятно, он жил в Дал Риаде. В 805 году ему удалось стать королём Дал Риады. Около 807 года он был убит Коналлом мак Эйданом в Кинтайре.